# Peak District
El Peak District es una zona de montaña en Inglaterra, en el extremo sur de los Peninos. Se encuentra principalmente en el norte de Derbyshire, pero también incluye partes de Cheshire, Gran Mánchester, Staffordshire y Yorkshire.
El área tiene dos partes principales. Dark Peak (norte) es donde se encuentra la mayor parte de los páramos. Su geología es de arenisca. White Peak (sur) es donde vive la mayor parte de la población: su geología es principalmente de piedra caliza.
Gran parte del área está en tierras altas por encima de los 1,000 pies (300 m), con un punto alto en Kinder Scout de 2,087 pies (636 m). A pesar de su nombre, el paisaje generalmente carece de picos agudos, pero tiene colinas redondeadas y escarpes de arenisca (los "bordes"). El área está rodeada por importantes aglomeraciones urbanas, incluyendo Huddersfield, Mánchester, Sheffield, Derby y Stoke-on-Trent.
La zona es muy difícil de atravesar. Los caminos son pocos y estrechos. Esto se debe al terreno, que es montañoso, áspero y desigual. Las principales autopistas discurren al este y al oeste de la zona.
El Parque nacional del Distrito de los Picos se convirtió en el primer parque nacional del Reino Unido en 1951. Atrae a muchos visitantes cada año.

## Geología
El Peak District está formado casi exclusivamente por rocas sedimentarias que datan del periodo Carbonífero. Comprenden la caliza carbonífera, la arenisca que la recubre y, por último, el carbón que se encuentra en los márgenes de la zona. Hay afloramientos de rocas ígneas incluyendo lavas, tobas y aglomerados volcánicos. El Peak District es como una amplia cúpula (ver imagen abajo).
Los movimientos de tierra después del período Carbonífero resultaron en el ascenso del área. Esto dio lugar a la forma de cúpula. El esquisto y la arenisca fueron desgastados hasta que la piedra caliza fue expuesta. Al final de este período, la corteza terrestre se hundió aquí, lo que llevó a que el área fuera cubierta por el mar, depositando una variedad de nuevas rocas.
Poco tiempo después de su deposición, se formaron vetas minerales en la piedra caliza. Estas vetas y rastrillos han sido extraídos para el plomo desde la época de los romanos.
El Peak District estuvo cubierto de hielo durante al menos una de las edades de hielo de los últimos 2 millones de años. Durante este período, el deshielo de los glaciares erosionó un complejo de canales sinuosos a lo largo de la margen del Peak District. El deshielo de los glaciares ayudó a formar muchas de las cuevas de la zona calcárea. Los rebaños de animales salvajes deambulaban por el área, y sus restos han sido encontrados en varias de las cuevas locales.
Los diferentes tipos de roca que se encuentran bajo el suelo influyen fuertemente en el paisaje. Ellos determinan la vegetación y por lo tanto los animales que vivirán en la zona. La piedra caliza tiene fisuras (grietas) y es soluble en agua, por lo que los ríos excavan valles profundos y estrechos. Estos ríos a menudo encuentran una ruta subterránea, creando sistemas de cuevas, como la caverna de Peak. Por otro lado, el grano de piedra de molino es insoluble pero poroso, por lo que absorbe agua. El agua se mueve a través de la sémola hasta que se encuentra con los lutitas menos porosos debajo, creando manantiales cuando llega a la superficie de nuevo. Las pizarras son friables y fácilmente atacadas por las heladas. Forman áreas donde pueden ocurrir deslizamientos de tierra, como en Mam Tor.